# Antigonus (geslacht)
Antigonus is een geslacht van vlinders van de familie dikkopjes (Hesperiidae), uit de onderfamilie Pyrginae.

## Soorten
- A. corrosus Mabille, 1878
- A. decens Butler, 1874
- A. emorsa (Felder, 1869)
- A. erosus (Hübner, 1812)
- A. funebris (Felder, 1869)
- A. liborius Plötz, 1884
- A. mutilatus Hopffer, 1874
- A. nearchus (Latreille, 1824)